# Parc Nacional de Bundala
El Parc Nacional de Bundala és un important refugi d'hivern d'ocells migratòries aquàtiques que es troba a Sri Lanka. A Bundala resideixen cent noranta-set espècies d'ocells, entre les quals destaca el flamenc, que migra en grans estols. El 1969 Bundala va ser designat refugi de vida salvatge i el 4 de gener de 1993 fou protegit amb l'estatus de parc nacional. El 1991 Bundala va ser el primer aiguamoll a ser declarat lloc Ramsar a Sri Lanka. El 2005 el parc nacional va ser reconegut per la UNESCO com a reserva de la biosfera, convertint-se en la quarta reserva de la biosfera a Sri Lanka. El parc nacional està situat a uns 245 kilòmetres al sud-est de Colombo.

## Medi físic
A la zona, els substrats són principalment gneiss tipus hornblenda-biotita de la sèrie de l'est de Vijayan. El clima sec típic de les regions baixes preval. La precipitació anual local és d'uns 1.074 mm. Si bé la zona rep una quantitat important de precipitacions durant la temporada del monsó del nord-est, el clima sec domina durant la resta de l'any. La proximitat a l'oceà Índic ajuda a atenuar les temperatures. La temperatura anual mitjana és d'uns 28 °C, però la temperatura s'eleva durant els mesos d'abril, maig i juny. Al parc nacional la humitat relativa és elevada amb valors que ronden el 80%. El parc nacional es compon de quatre llacunes: Bundala de 520 ha, Embilikala de 430 ha, Malal de 650 ha i Koholankala de 390 ha.

## Ecologia
Quant a la seva ecologia, el parc allotja set tipus d'hàbitats terrestres i sis tipus de zones humides. A la zona s'han descrit l'existència de 383 espècies vegetals, i les més abundants són arbustos secs amb espines i herbes. Això inclou sis espècies endèmiques i set espècies amenaçades a nivell nacional. Bundala també inclou un petit manglar a la zona de la llacuna de Bundala. Al parc s'han descrit tres-centes vint-i-quatre espècies de vertebrats, que inclouen trenta-dues espècies de peixos, quinze espècies d'amfibis, quaranta-vuit espècies de rèptils, cent noranta-set espècies d'aus i trenta-dues espècies de mamífers. Cinc d'aquests mamífers es troben amenaçats. Entre els invertebrats es troben cinquanta-dos espècies de papallones, inclosa Troides darsius la papallona més gran de Sri Lanka. Les espècies més comunes són Appia wardii, Ixias pyrene i Colotis amata.
A les llacunes el fitoplàncton més abundant està compost per diverses espècies de cianofícies com ara Macrocystis, Nostoc, Oscillatoria, i Hydrilla, les quals abunden e les llacunes d'Embilikala i Malal. Les plantes aquàtiques com ara el jacint aquàtic, els nenúfars, i Typha angustifolia poblen les zones sorrenques i els rierols. La vegetació es compon principalment d'arbustos d'acàcia, com ara Dichrostachys cinerea, Randi dumetorum, Ziziphus sp., Gymnosporia emarginata, Carissa spinarum, Capparis zeylanica i Cassia spp.. El bosc allotja arbres d'espècies com Bauhinia racemosa, Salvadora persica, Drypetes sepiaria, Manilkara hexandra, i ja menys comú, hi ha Chloroxylon swietenia, Azadirachta indica, i Feronia limoni. Diverses plantes halòfites troben òptimes les condicions ambientals del parc; en particular, Salicornia brachiata i Halosarcia indica són exemple de plantes resistents a la sal que poblen les llacunes. A la zona dels manglars es troben arbres de Lumnitzera racemosa.

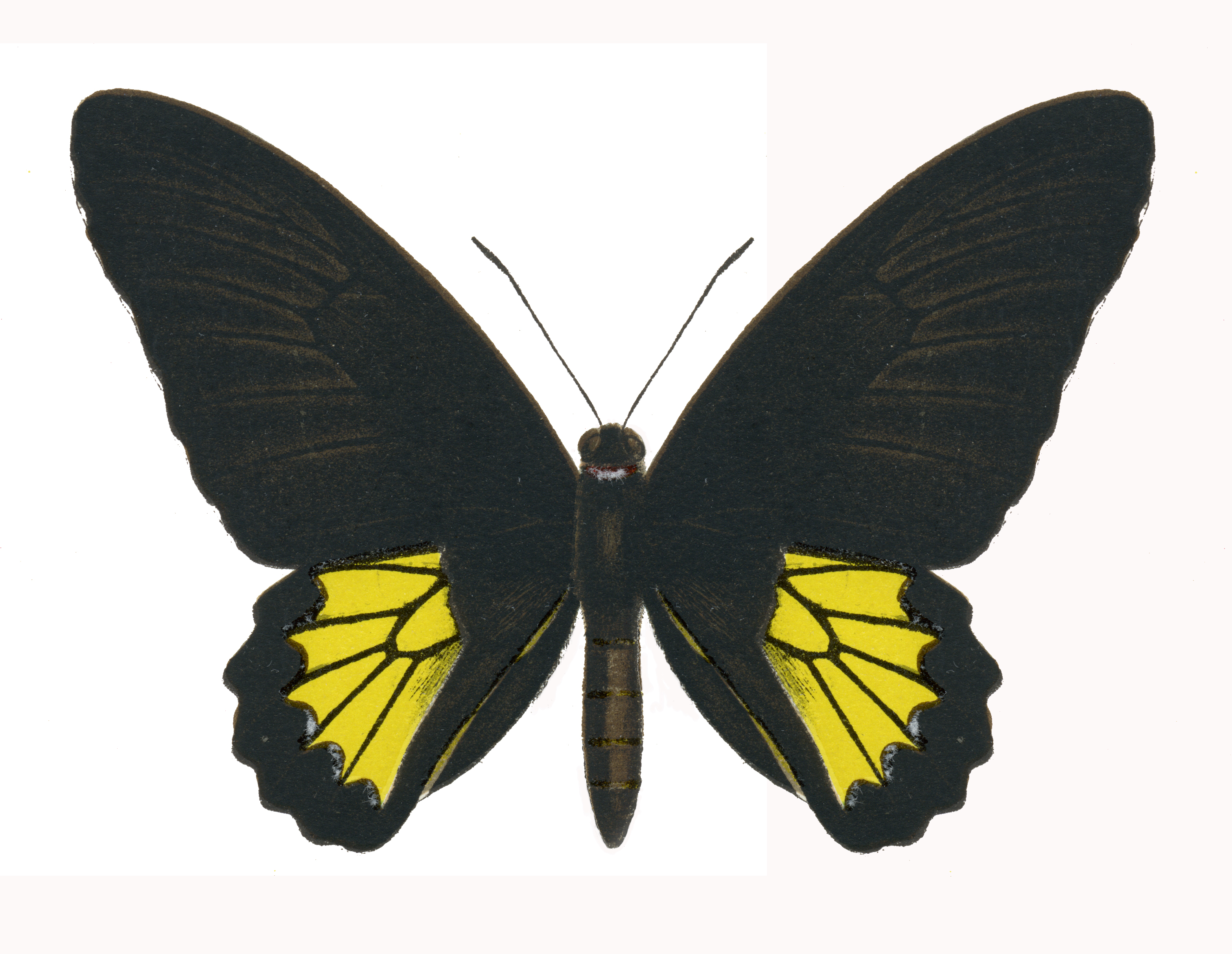
Troides darsius
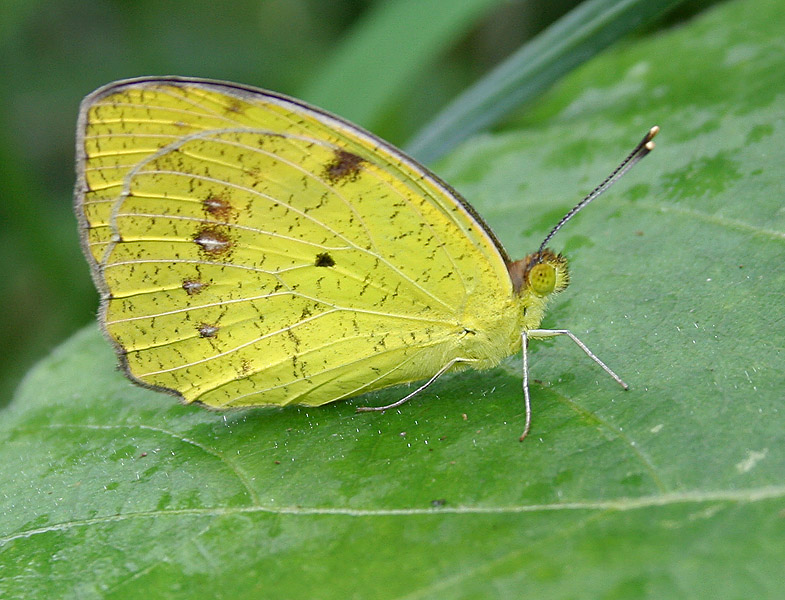
Ixias pyrene
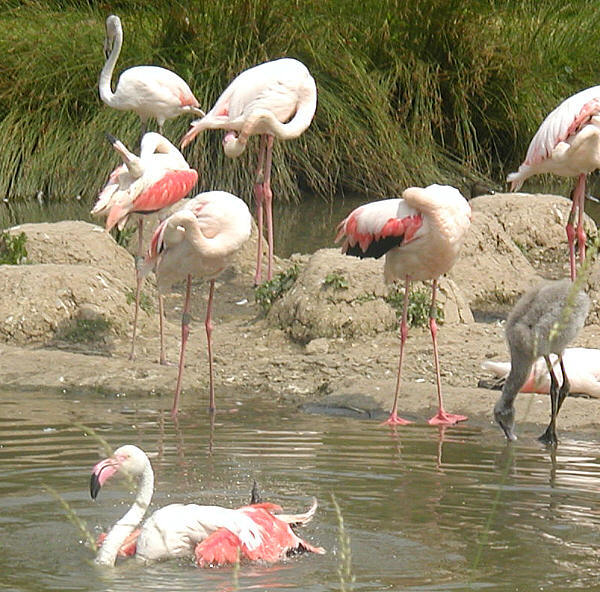
Flamenc rosat
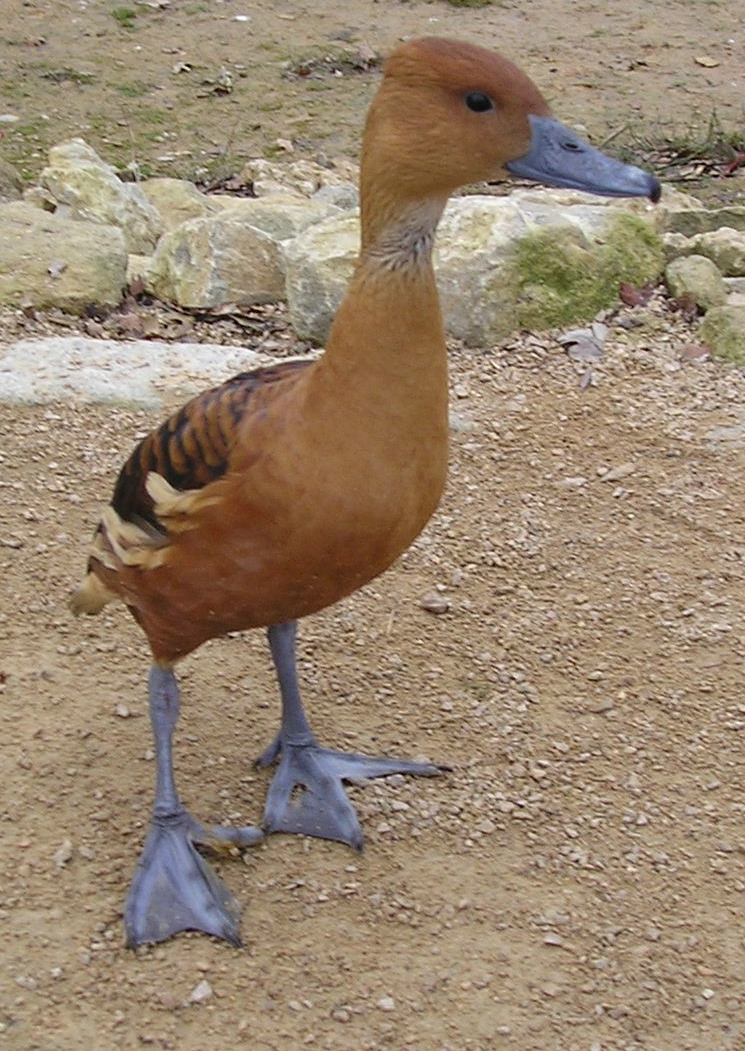
Lesser Whistling Duck
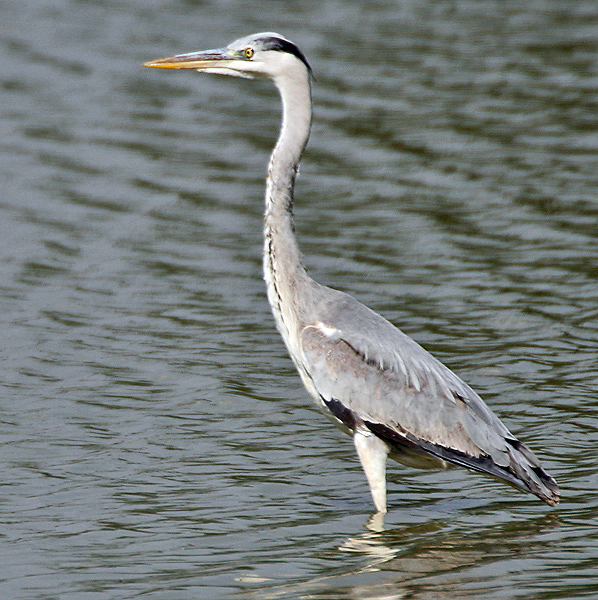
Bernat pescaire
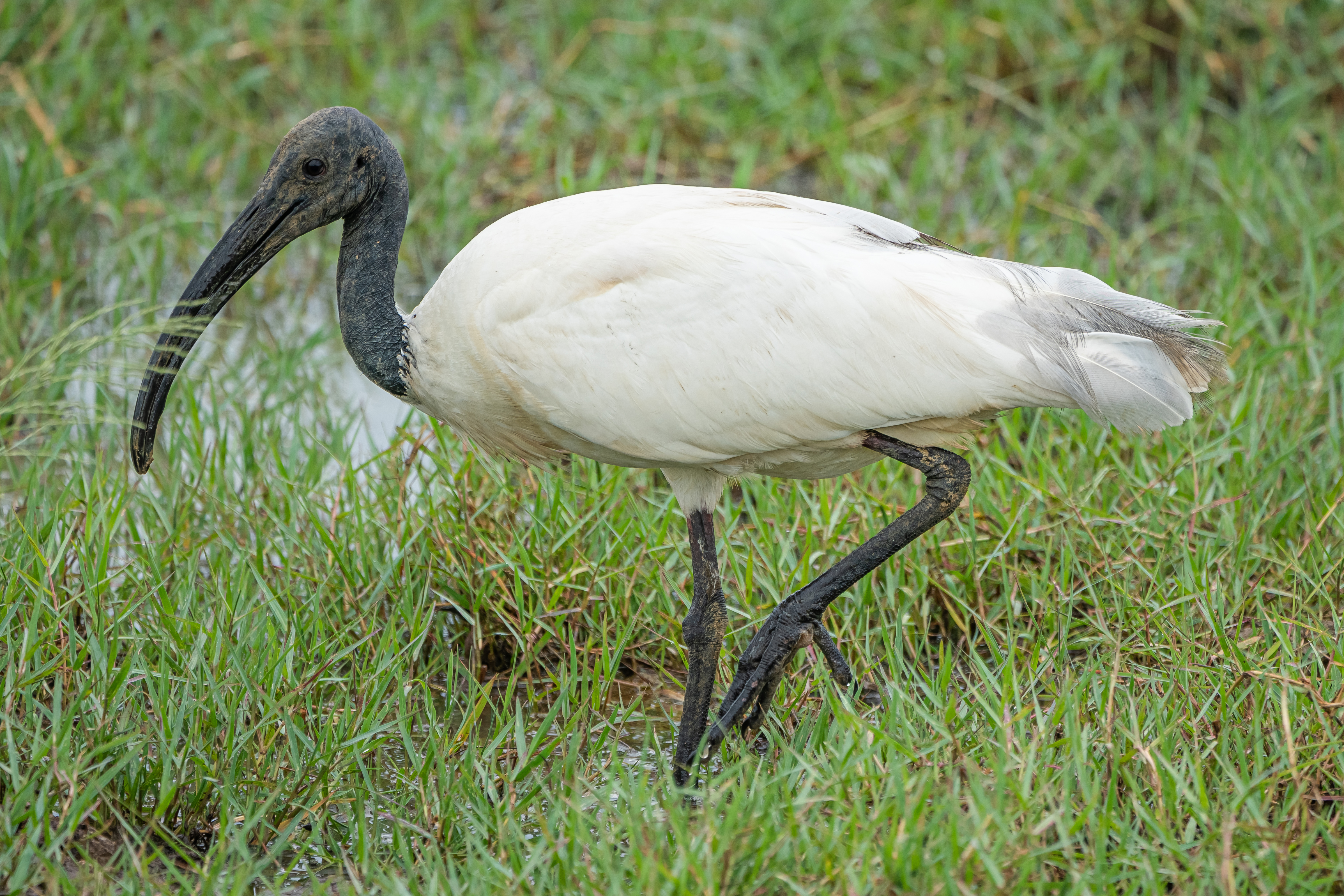
Black-headed Ibis
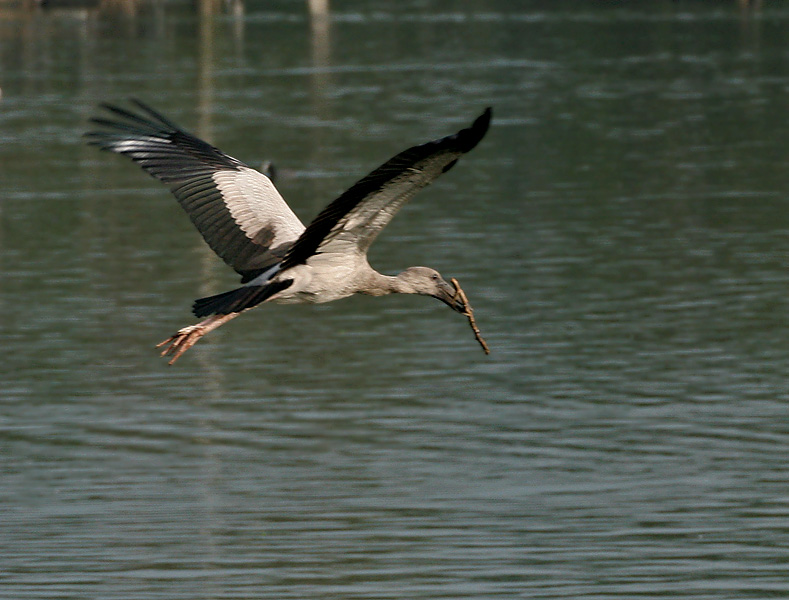
Asian Openbill Stork